# 신양초등학교 황계분교
신양초등학교 황계분교는 대한민국 충청남도 예산군 신양면 황계길 35 (황계리)에 있었던 공립 초등학교이다.

## 학교 연혁
- 1967년 7월 7일 신양국민학교 황계분교장 개교(설립인가 3월 1일)
- 1969년 3월 1일 황계국민학교로 승격
- 1985년 9월 4일 병설유치원 설립인가
- 1991년 3월 1일 신양국민학교 황계분교로 개편
- 1996년 3월 1일 신양초등학교 황계분교장 (교명 변경)
- 2006년 3월 1일 신양초등학교로 통폐합